# Jeff Beck

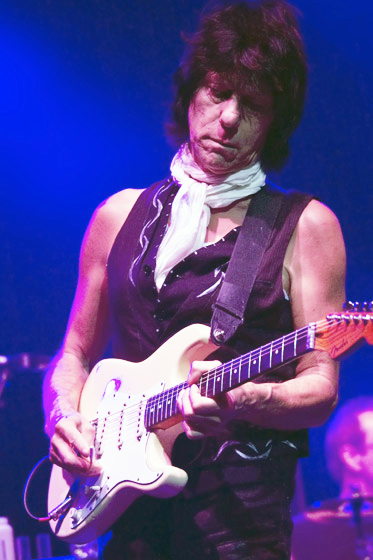
Jeff Beck (2009)

Geoffrey „Jeff“ Arnold Beck (* 24. Juni 1944 in Wallington, Surrey, heute London Borough of Sutton; † 10. Januar 2023 in Wadhurst, East Sussex) war ein britischer Rock-Gitarrist und mehrfacher Grammy-Preisträger, der in den 1960er Jahren als Mitglied der Rockband The Yardbirds Berühmtheit erlangte, und später die Jeff Beck Group und Beck, Bogert & Appice gründete, deren Frontmann er auch war. Der Rolling Stone listete ihn 2011 und 2023 auf Platz fünf der größten Gitarristen aller Zeiten.

## Leben

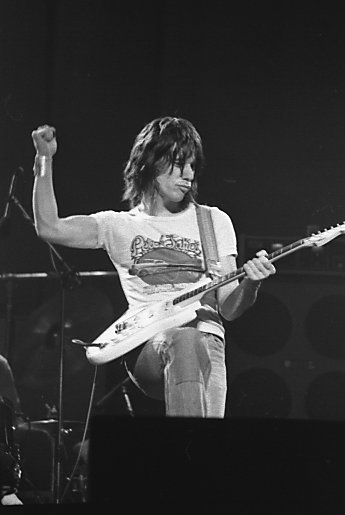
Jeff Beck (1973)

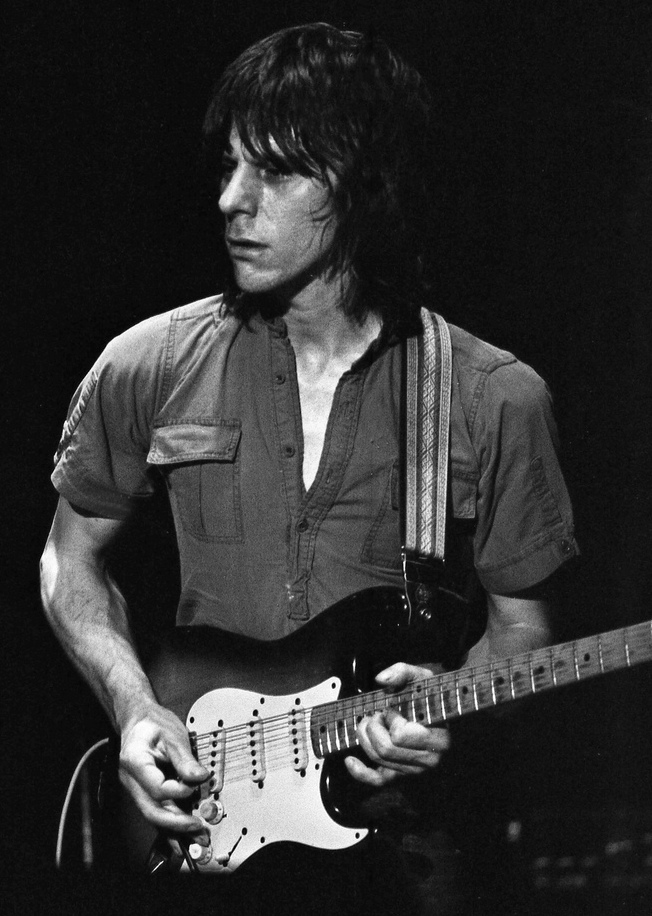
Jeff Beck in Amsterdam (1979)

Während seines Studiums an der Wimbledon School of Art spielte Jeff Beck in verschiedenen Gruppierungen, darunter The Nightshift, The Tridents sowie Screaming Lord Sutch and the Savages.
Wie viele Gitarristen der frühen 1960er Jahre in England verdiente Jeff Beck sein Geld als Sessionmusiker. 1965. Nach dem Wechsel Eric Claptons zu John Mayall suchten die Yardbirds einen neuen Leadgitarristen und Jimmy Page, der den Yardbirds als Session-Musiker bekannt war, empfahl Beck. Beck war einer der ersten Gitarristen, die mit electronic fuzz distortion und noise experimentierten. Nach einem legendären, aber kurzen Leadgitarren-Duo mit Jimmy Page, der später – auf Initiative Becks – doch zu den Yardbirds stieß, verließ Beck Ende 1966 die Gruppe.

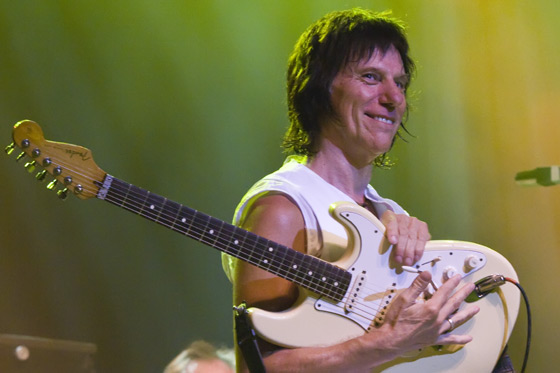
Jeff Beck im Enmore Theatre, Sydney (2009)

Anfang 1967 veröffentlichte er seine Solosingle Hi Ho Silver Lining/ Beck’s Bolero, die ein großer Hit wurde. Beck sang hier selbst. Im selben Jahr gründete er eine neue Band, die Jeff Beck Group, dabei waren Rod Stewart (Gesang), Ron Wood (Bass), Micky Waller (Schlagzeug) und Nicky Hopkins (Keyboard). Die Gruppe produzierte zwei Alben, Truth (1968) und Beck-Ola (1969). 1968 wollte die Psychedelic-Rock-Band Pink Floyd Beck als Gitarristen anwerben. Es entwickelten sich Spannungen in der Jeff Beck Group, und 1969 stiegen Stewart und Wood aus, um sich den Faces anzuschließen. Ron Wood wechselte dann 1975 zur Band The Rolling Stones.
Nach dem zweiten Scheitern der Jeff Beck Group (die 1972 auseinanderfiel) gründete Beck das Trio Beck, Bogert & Appice (BBA) mit Carmine Appice (Schlagzeug) und Tim Bogert (Bass), beide früher bei Vanilla Fudge und Cactus. Auch diese Gruppe fand vornehmlich in Spezialistenkreisen Beachtung und löste sich bald wieder auf. Immerhin hatte sie einen Hit mit Stevie Wonders Superstition und Beck spielte die Sologitarre in Lookin’ for Another Pure Love auf Wonders Album Talking Book. 1975 veröffentlichte Beck ein instrumentales, sehr vom Jazz inspiriertes Soloalbum mit dem Titel Blow by Blow, das von der Kritik sehr gelobt wurde. Dem folgte eine Gemeinschaftsarbeit mit dem Jazzrock-Keyboarder Jan Hammer und dessen Band für das Album Wired (1976), die ebenfalls große Zustimmung fand. In dieser Zeit produzierte Beck auch zwei Alben der Gruppe Upp, bei denen er auch selbst mitspielte.
In den 1980ern und 1990ern brachte Beck nur gelegentlich Alben heraus: Flash (1985, darunter einige Stücke zusammen mit Rod Stewart und Jan Hammer), Guitar Shop (1989), Crazy Legs (1993, eine Hommage an sein Vorbild Cliff Gallup, den Gitarristen von Gene Vincent), Who Else! (1999), und You Had It Coming (2001). Jeff Beck gewann den Grammy zum dritten Mal in der Kategorie Best Rock Instrumental Performance für sein Stück Dirty Mind aus dem Album You Had It Coming. Nebenbei spielte er als Gastmusiker in Projekten anderer Musiker (z. B. Tina Turners Private Dancer, Jon Bon Jovis Blaze of Glory und Roger Waters Amused to Death 1992, Projekte mit Mick Jagger, Rod Stewart, Buddy Guy, Diana Ross, Brian May, Kate Bush, Seal, Zucchero, und ZZ Top).
Beck hat nie solche Erfolge gefeiert wie Eric Clapton oder Jimmy Page. Dennoch gilt er mit seinen musikalischen Visionen zwischen Jazzrock bzw. Fusionmusik (z. B. auf Wired und There & Back), Psychedelic und Progressive Guitar Music als eine ebenso bestimmende Kraft der Rockmusik. Für seine Rockinstrumentals wurde er sechsmal mit einem Grammy Award ausgezeichnet: 1986 für Escape, 1990 für Jeff Beck’s Guitar Shop mit Terry Bozzio und Tony Hymas, 2002 für Dirty Mind, 2004 für Plan B, 2010 für A Day in the Life und 2011 für Hammerhead. Zusätzlich gewann er 2011 die Grammies für bestes Popinstrumental mit Nessun dorma sowie beste Popkollaboration mit Gesang mit dem Titel Imagine.
Beck spielte hauptsächlich Fender-Stratocaster-Gitarren. Fender hatte mit ihm zusammen zwei „Signature“-Stratocaster-Modelle konzipiert, von denen eines durch den Fender-Custom Shop produziert und vertrieben wird.
Gibson stellte 2009 ein Jeff-Beck-Modell einer Les Paul vor. Die Farbe ist originalgetreu „Oxblood“.
Beck benutzte seit den 1980er Jahren nur noch sehr selten ein Plektrum (nur für besonders schnelle Sololäufe). Charakteristisch für sein Spiel ist seit den 1990er Jahren das exzessive Nutzen des Tremolohebels in Anlehnung an die Spieltechnik Cliff Gallups bei gleichzeitigem Anschlag mit den Fingern der rechten Hand sowie des Lautstärke- und Klangreglers seiner Gitarre.
Im Mai 2010 trat er gemeinsam mit der Sängerin Joss Stone in der deutschen Fernsehshow Wetten, dass..? auf, um den Song I Put a Spell on You zu spielen. An diesem Abend gastierte die TV-Show für ein Sommer-Special in der Arena Plaça de toros de Palma auf Mallorca. Die Cover-Version des Stücks mit Sängerin Stone befindet sich auf dem wenige Wochen vor dem TV-Auftritt erschienenen Album Emotion & Commotion von Jeff Beck.
2022 brachte Beck das Album 18, eine Kooperation mit Johnny Depp, heraus. Im selben Jahr erschien Ozzy Osbournes Album Patient Number 9, bei dem Beck unter anderem beim Titeltrack die Leadgitarre spielte.
Jeff Beck starb am 10. Januar 2023 im Alter von 78 Jahren an einer bakteriellen Meningitis.

## Diskografie

### Studioalben
| Jahr | Titel                   | Höchstplatzierung, Gesamtwochen, AuszeichnungChartplatzierungen (Jahr, Titel, Platzierungen, Wochen, Auszeichnungen, Anmerkungen) | Höchstplatzierung, Gesamtwochen, AuszeichnungChartplatzierungen (Jahr, Titel, Platzierungen, Wochen, Auszeichnungen, Anmerkungen) | Höchstplatzierung, Gesamtwochen, AuszeichnungChartplatzierungen (Jahr, Titel, Platzierungen, Wochen, Auszeichnungen, Anmerkungen) | Höchstplatzierung, Gesamtwochen, AuszeichnungChartplatzierungen (Jahr, Titel, Platzierungen, Wochen, Auszeichnungen, Anmerkungen) | Höchstplatzierung, Gesamtwochen, AuszeichnungChartplatzierungen (Jahr, Titel, Platzierungen, Wochen, Auszeichnungen, Anmerkungen) | Anmerkungen                                                                 |
| Jahr | Titel                   | DE | AT | CH | UK | US | Anmerkungen                                                                 |
| ---- | ----------------------- | --- | --- | --- | --- | --- | --------------------------------------------------------------------------- |
| 1975 | Blow by Blow            | — | — | — | — | US4 Platin · (25 Wo.)US | Erstveröffentlichung: 29. März 1975                                         |
| 1976 | Wired                   | — | — | — | UK38 (5 Wo.)UK | US16 Platin · (25 Wo.)US | Erstveröffentlichung: Mai 1976                                              |
| 1980 | There and Back          | — | — | — | UK38 (4 Wo.)UK | US21 (20 Wo.)US | Erstveröffentlichung: Juni 1980                                             |
| 1985 | Flash                   | DE60 (1 Wo.)DE | — | — | UK83 (1 Wo.)UK | US42 (18 Wo.)US | Erstveröffentlichung: Juli 1985                                             |
| 1989 | Jeff Beck’s Guitar Shop | — | — | — | — | — | Erstveröffentlichung: Oktober 1989                                          |
| 1992 | Frankie’s House         | — | — | — | — | — | Erstveröffentlichung: 1992 Instrumentalalbum                                |
| 1993 | Crazy Legs              | — | — | — | — | US171 (1 Wo.)US | Erstveröffentlichung: 29. Juni 1993 Coveralbum mit Liedern von Gene Vincent |
| 1999 | Who Else!               | — | — | — | UK74 (1 Wo.)UK | US99 (5 Wo.)US | Erstveröffentlichung: 16. März 1999                                         |
| 2000 | You Had It Coming       | DE96 (1 Wo.)DE | — | — | — | US110 (2 Wo.)US | Erstveröffentlichung: 2000                                                  |
| 2003 | Jeff                    | DE96 (1 Wo.)DE | — | — | — | US122 (1 Wo.)US | Erstveröffentlichung: 5. August 2003                                        |
| 2010 | Emotion & Commotion     | DE30 (6 Wo.)DE | AT44 (1 Wo.)AT | CH40 (4 Wo.)CH | UK21 (4 Wo.)UK | US11 (9 Wo.)US | Erstveröffentlichung: 10. April 2010                                        |
| 2016 | Loud Hailer             | DE23 (4 Wo.)DE | AT25 (3 Wo.)AT | CH11 (6 Wo.)CH | UK27 (1 Wo.)UK | US41 (2 Wo.)US | Erstveröffentlichung: 15. Juli 2016                                         |
| 2022 | 18                      | DE13 (4 Wo.)DE | AT19 (1 Wo.)AT | CH3 (4 Wo.)CH | UK38 (1 Wo.)UK | US183 (1 Wo.)US | Erstveröffentlichung: 15. Juli 2022 mit Johnny Depp                         |

grau schraffiert: keine Chartdaten aus diesem Jahr verfügbar

### Livealben
| Jahr | Titel                                          | Höchstplatzierung, Gesamtwochen, AuszeichnungChartplatzierungen (Jahr, Titel, Platzierungen, Wochen, Auszeichnungen, Anmerkungen) | Höchstplatzierung, Gesamtwochen, AuszeichnungChartplatzierungen (Jahr, Titel, Platzierungen, Wochen, Auszeichnungen, Anmerkungen) | Höchstplatzierung, Gesamtwochen, AuszeichnungChartplatzierungen (Jahr, Titel, Platzierungen, Wochen, Auszeichnungen, Anmerkungen) | Anmerkungen                                                                                     |
| Jahr | Titel                                          | DE | CH | US | Anmerkungen                                                                                     |
| ---- | ---------------------------------------------- | --- | --- | --- | ----------------------------------------------------------------------------------------------- |
| 1977 | Jeff Beck with the Jan Hammer Group Live       | — | — | US23 Gold · (15 Wo.)US | Erstveröffentlichung: März 1977                                                                 |
| 2008 | Performing This Week... Live at Ronnie Scott’s | DE71 (3 Wo.)DE | CH72 (1 Wo.)CH | — | Erstveröffentlichung: 7. November 2008 in der Schweiz erst posthum im Januar 2023 in den Charts |
| 2011 | Rock’n’Roll Party Honoring Les Paul            | DE96 (1 Wo.)DE | — | US54 (2 Wo.)US | Erstveröffentlichung: 22. Februar 2011                                                          |
| 2015 | Live+                                          | — | — | US148 (1 Wo.)US | Erstveröffentlichung: 2015                                                                      |

grau schraffiert: keine Chartdaten aus diesem Jahr verfügbar
Weitere Livealben
- 1974: Live in Japan
- 2006: Live at B. B. King’s Blues Club
- 2006: Live in Tokyo 1999
- 2007: Official Bootleg USA ‘06
- 2010: Live and Exclusive from the Grammy Museum
- 2017: Live at the Hollywood Bowl

### Kompilationen
| Jahr | Titel                   | Höchstplatzierung, Gesamtwochen, AuszeichnungChartsChartplatzierungen (Jahr, Titel, Platzierungen, Wochen, Auszeichnungen, Anmerkungen) | Anmerkungen                           |
| Jahr | Titel                   | CH | Anmerkungen                           |
| ---- | ----------------------- | --- | ------------------------------------- |
| 2015 | Original Album Classics | CH85 (1 Wo.)CH | Erstveröffentlichung: 2. Oktober 2015 |

Weitere Kompilationen
- 1985: The Best of Jeff Beck (1967–69)
- 1991: Beckology
- 1995: The Best of Beckology

### EPs
- 2014: Yosogai (nur in Japan veröffentlicht)

### Singles als Leadmusiker
| Jahr | Titel Album                              | Höchstplatzierung, Gesamtwochen, AuszeichnungChartplatzierungen (Jahr, Titel, Album, Platzierungen, Wochen, Auszeichnungen, Anmerkungen) | Höchstplatzierung, Gesamtwochen, AuszeichnungChartplatzierungen (Jahr, Titel, Album, Platzierungen, Wochen, Auszeichnungen, Anmerkungen) | Höchstplatzierung, Gesamtwochen, AuszeichnungChartplatzierungen (Jahr, Titel, Album, Platzierungen, Wochen, Auszeichnungen, Anmerkungen) | Höchstplatzierung, Gesamtwochen, AuszeichnungChartplatzierungen (Jahr, Titel, Album, Platzierungen, Wochen, Auszeichnungen, Anmerkungen) | Anmerkungen                                 |
| Jahr | Titel Album                              | DE | CH | UK | US | Anmerkungen                                 |
| ---- | ---------------------------------------- | --- | --- | --- | --- | ------------------------------------------- |
| 1967 | Hi Ho Silver Lining –                    | — | — | UK14 (29 Wo.)UK | — | Erstveröffentlichung: 10. März 1967         |
| 1967 | Tallyman –                               | — | — | UK30 (3 Wo.)UK | — | Erstveröffentlichung: 1967                  |
| 1973 | I’ve Been Drinking –                     | — | — | UK27 (6 Wo.)UK | — | Erstveröffentlichung: 1973 mit Rod Stewart  |
| 1985 | People Get Ready Flash                   | — | CH24 (2 Wo.)CH | UK48 (7 Wo.)UK | US48 (10 Wo.)US | Erstveröffentlichung: 1985 mit Rod Stewart  |
| 2010 | I Put a Spell on You Emotion & Commotion | DE72 (1 Wo.)DE | — | — | — | Erstveröffentlichung: 2010 feat. Joss Stone |

grau schraffiert: keine Chartdaten aus diesem Jahr verfügbar
Weitere Singles
- 1975: Cause We’ve Ended as Lovers
- 1980: The Final Peace
- 1985: Ambitious
- 1985: Gets Us All in the End
- 1985: Stop, Look and Listen
- 1989: Guitar Shop (mit Terry Bozzio & Tony Hymas)
- 1989: Day in the House (mit Terry Bozzio & Tony Hymas)

### Singles als Gastmusiker
| Jahr | Titel Album                              | Höchstplatzierung, Gesamtwochen, AuszeichnungChartsChartplatzierungen (Jahr, Titel, Album, Platzierungen, Wochen, Auszeichnungen, Anmerkungen) | Anmerkungen                                               |
| Jahr | Titel Album                              | UK | Anmerkungen                                               |
| ---- | ---------------------------------------- | --- | --------------------------------------------------------- |
| 2007 | Up to the Mountain –                     | UK56 (2 Wo.)UK | Erstveröffentlichung: 2007 Kelly Clarkson feat. Jeff Beck |
| 2014 | No Man’s Land (Green Fields of France) – | UK49 (2 Wo.)UK | Erstveröffentlichung: 2014 Joss Stone feat. Jeff Beck     |
| 2022 | Patient Number 9                         | — | Erstveröffentlichung: 2022 Ozzy Osbourne feat. Jeff Beck  |

### Videoalben
| Jahr | Titel                        | Höchstplatzierung, Gesamtwochen, AuszeichnungChartsChartplatzierungen (Jahr, Titel, Platzierungen, Wochen, Auszeichnungen, Anmerkungen) | Anmerkungen                |
| Jahr | Titel                        | UK | Anmerkungen                |
| ---- | ---------------------------- | --- | -------------------------- |
| 2018 | Still On the Run Documentary | UK7 (75 Wo.)UK | Erstveröffentlichung: 2018 |

Weitere Videoalben
- 2008: Performing This Week... Live at Ronnie Scott’s (UK: Gold; US: Platin)
- 2011: Rock & Roll Party: Honoring Les Paul (US: Gold)
- 2014: Live in Tokyo
- 2017: Live at the Hollywood Bowl

## Auszeichnungen für Musikverkäufe
| Goldene Schallplatte - Frankreich - 2011: für das Videoalbum Performing This Week... Live at Ronnie Scott’s - Japan - 1994: für das Album Jeff Beck’s Guitar Shop - Kanada - 1976: für das Album Blow by Blow - 1976: für das Album Wired | Platin-Schallplatte - Kanada - 2012: für das Videoalbum Rock & Roll Party: Honoring Les Paul 2× Platin-Schallplatte - Kanada - 2011: für das Videoalbum Performing This Week... Live at Ronnie Scott’s |

Anmerkung: Auszeichnungen in Ländern aus den Charttabellen bzw. Chartboxen sind in ebendiesen zu finden.
| Land/RegionAuszeichnungen für Musikverkäufe (Land/Region, Auszeichnungen, Verkäufe, Quellen) | Gold     | Platin     | Verkäufe  | Quellen         |
| -------------------------------------------------------------------------------------------- | -------- | ---------- | --------- | --------------- |
| Frankreich (UPFI)                                                                            | Gold1    | —          | 7.500     | upfi.fr         |
| Japan (RIAJ)                                                                                 | Gold1    | —          | 100.000   | riaj.or.jp      |
| Kanada (MC)                                                                                  | 2× Gold2 | 3× Platin3 | 130.000   | musiccanada.com |
| Vereinigte Staaten (RIAA)                                                                    | 2× Gold2 | 3× Platin3 | 2.650.000 | riaa.com        |
| Vereinigtes Königreich (BPI)                                                                 | Gold1    | —          | 25.000    | bpi.co.uk       |
| Insgesamt                                                                                    | 7× Gold7 | 6× Platin6 |           |                 |